# Aculeata
O termo Aculeata (aculeados) é usado para referir-se a uma linhagem monofilética de himenópteros. A palavra "Aculeata" é uma referência à característica distintiva do grupo, a modificação do ovopositor num ferrão. O grupo é informalmente nomeado de vespas com ferrão, apesar de o grupo também conter as formigas e as abelhas. Por outras palavras, a estrutura que originalmente era usada para colocar os ovos foi modificada para injectar veneno. Nem todos os membros do grupo têm a faculdade de ferrar, alguns em que o ovopositor está modificado de maneira diferente, outros porque o perderam simplesmente.

## Taxonomia
O termo Aculeata possui uma história longa. Originalmente era considerada como uma infraordem ou divisão. Devido aos estudos filogenéticos sabe-se actualmente que é um grupo monofilético, quer dizer, que todos os membros do grupo descendem de um único antepassado. Por seu turno,o grupo irmão, Parasitica, parece ser parafilético ou um grupo artificial que reúne subgrupos não relacionados filogeneticamente.
Segundo Sharkey, os aculeados possuem as seguintes superfamílias e famílias:
- Superfamília Chrysidoidea

Família Bethylidae
Família Chrysididae
Família Dryinidae
Família Embolemidae
Família Plumariidae
Família Sclerogibbidae
Família Scolebythidae
- Superfamília Apoidea

Família Ampulicidae
Família Andrenidae
Família Apidae
Família Colletidae
Família Crabronidae
Família Halictidae
Família Heterogynaidae
Família Megachilidae
Família Melittidae
Família Sphecidae
Família Stenotritidae
- Superfamília Vespoidea

Família Bradynobaenidae
Família Formicidae
Família Mutillidae
Família Pompilidae
Família Rhopalosomatidae
Família Sapygidae
Família Scoliidae
Família Sierolomorphidae
Família Tiphiidae
Família Vespidae